# Едличка, Вит
Вит Едли́чка (чеш. Vít Jedlička; род. 6 сентября 1983, Градец Кралове, Чехословакия) — чешский политический деятель и активист. Был первым председателем Партии свободных граждан в  Краловеградецком крае, а также является основателем и председателем чешской Волонтёрской ассоциации Reformy.cz. 13 апреля 2015 года, Вит Едличка провозгласил микрогосударство Либерленд, расположенное на нейтральной территории под названием Горня Сига (серб. Gornja Siga) между границами Сербии и Хорватии, в исторической области Баранья.

## Биография
В 2008 году Едличка получил степень бакалавра по международным отношениям в Пражском экономическом Университете. В 2014 году получил степень магистра по политологии в Институте CEVRO.
Отец Вита Едлички был уволен из Пражского института мер и весов, и отправлен работать механиком, из-за отказа вступить в коммунистическую партию Чехословакии. Экономический кризис 1997 года, вызванный повышением процентных ставок привёл к банкротству семьи Едлички, владевшей сетью автозаправочных станций. Вит работал в разных сферах, таких как финансовый анализ и менеджмент, а также в продажах и IT. С 2006 по 2009 годы, являлся директором HKfree.net, общественного городского интернет-сервиса, к которому подключены местные жители города и окрестностей, а также ряд городских организаций, например, служба скорой помощи города.
Едличка является убеждённым представителем либертарианского анархизма. Главный принцип этой политэкономической философии — свобода. Государство сторонниками философии воспринимается как монополист, вмешивающийся в политическую и экономическую жизнь людей. Налоги, финансирующие государство, должны быть отменены. На смену власти приходят конкурирующие между собой частные предприниматели и организации, строящие свою деятельность на мотивах получения прибыли. Например, вместо полиции исполнять правоохранительные функции будут частные охранные агентства. Личная и экономическая деятельность при этом регулируется естественными законами, рынком и с помощью частного права. Помимо этого Вит Едличка является евроскептиком, то есть противником процессов интеграции в рамках Европейского союза, а также антикоммунистом.